# Kwajalein
Kwajalein atoll er en ø, som er en del af Ralik-kæden i Stillehavet. Den der ligger på positionen +8,44N  +167,43E, er en del af republikken Marshalløerne.
Her har USA f.eks. foretaget test af atombomber og ballistiske missiler.